# Шейн Келлі
Шейн Джон Келлі (нар. 7 січня 1972 року, Арарат, Вікторія, Австралія) – у минулому професійний австралійський велосипедист. Келлі спеціалізувався на дистанції 1000 м. Келлі завершив виступи на міжнародних змаганнях після літніх Олімпійських ігор в Пекіні 2008 року.  Нині Келлі займається тренерською діяльністю. 

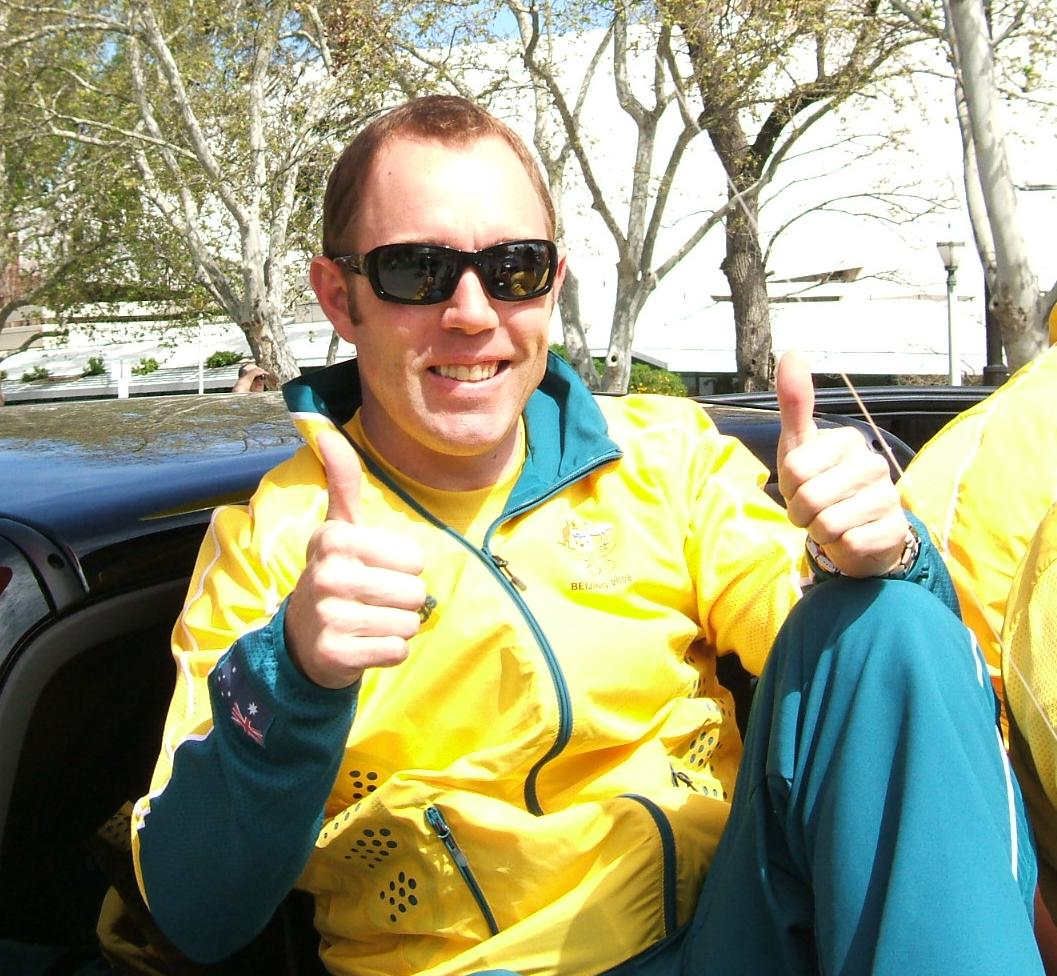
Келлі серед учасників збірної країни після повернення з Олімпіади 2008 року, Аделаїда

Келлі розпочав займатись велоспортом у п’ятирічному віці.  Його головним юнацьким досягненням є перемога на Чемпіонаті Австралії з велотреку. 
Келлі брав участь у п’яти Олімпіадах. На своїй першій Олімпіаді в Барселоні він здобув «срібло» у перегонах на 1000 м. 
Шейн Келлі тричі ставав чемпіоном світу у персональній гонці на 1000 м (1995-1997), а також у командних змаганнях (1996). Окрім того на Іграх Співдружності здобував перемогу у 1994 та 1998 роках.

## Премії та звання
Келлі називали велосипедистом року в Австралії (1996, 1997, 1998, 1999). Окрім того його було нагороджено орденом Австралії 2004 року. 

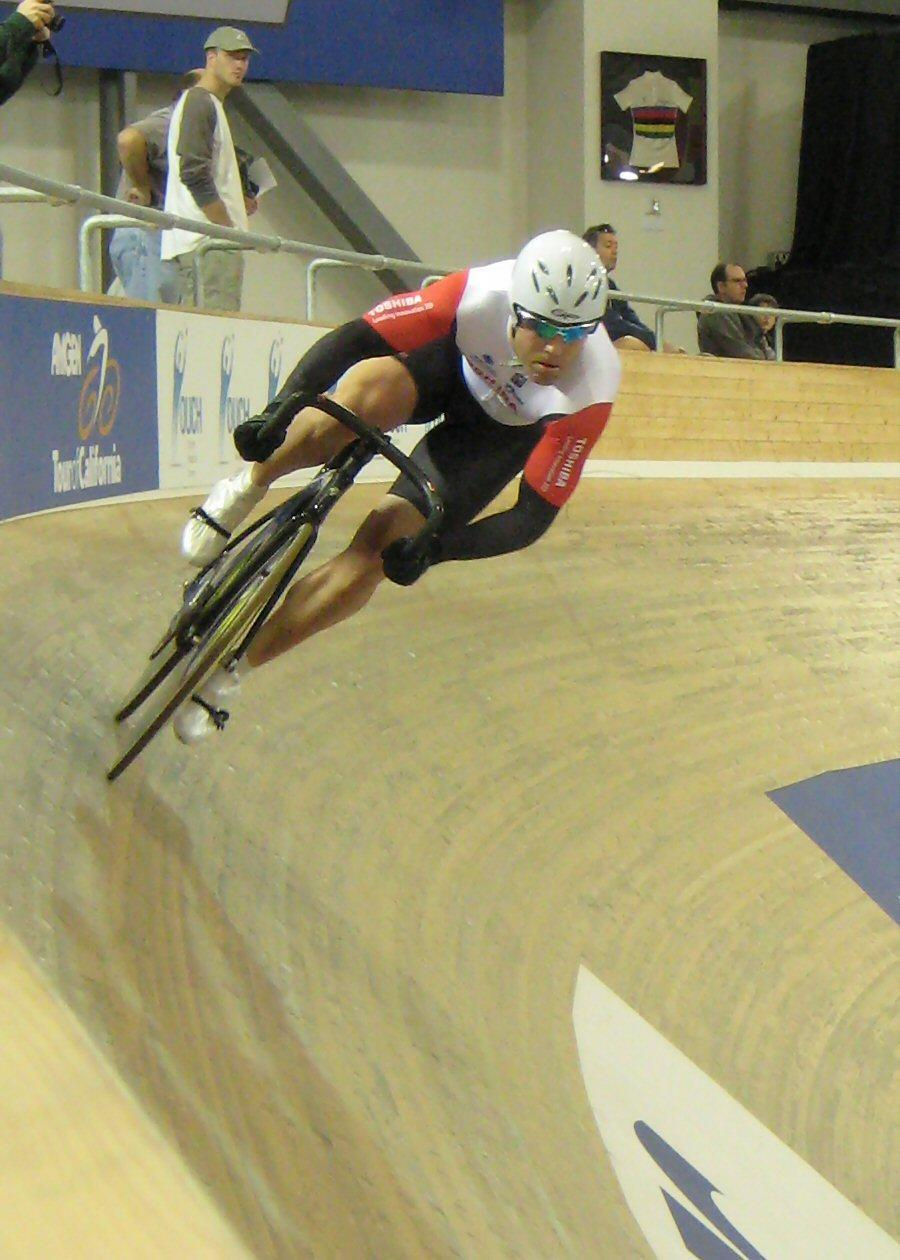
Келлі на змаганнях у Лос-Анджелесі 2008 року